# Ping Pong over the Abyss
| Críticas profissionais | Críticas profissionais |
| Avaliações da crítica  | Avaliações da crítica  |
| Fonte                  | Avaliação              |
| ---------------------- | ---------------------- |
| Allmusic               | [ 1 ]                  |
| Cross Rhythms          | [ 2 ]                  |
| Trouser Press          | Highly negative        |

Ping Pong over the Abyss é o primeiro álbum lançado comercialmente da banda The 77s em 1982 pela gravadora Exit Records.
Uma canção vinda deste álbum, "Renaissance Man," foi depois gravador pelo The Ocean Blue. "It's So Sad," foi depois regravado, com uma drástica diferença de arranjos, por outra bande de Michael Roe, os Lost Dogs para o álbum MUTT.
O título tem origem no poema de Allen Ginsberg,  Howl, seção 3: "I'm with you in Rockland / where you scream in a straight jacket that you're losing the game of the actual ping pong of the abyss."

## Lista de faixas
| Lado 1 |                              |         |  |
| N.º    | Título                       | Duração |  |
| 1.     | "A Different Kind of Light'" |         |  |
| 2.     | "How Can You Love"           |         |  |
| 3.     | "It's So Sad"                |         |  |
| 4.     | "Falling Down A Hole"        |         |  |
| 5.     | "Someone New"                |         |  |

| Lado 2 |                                   |         |  |
| N.º    | Título                            | Duração |  |
| 1.     | "Renaissance Man"                 |         |  |
| 2.     | "Ping Pong Over The Abyss"        |         |  |
| 3.     | "Time Is Slipping Away"           |         |  |
| 4.     | "Denomination Blues (That's All)" |         |  |

| Faixas bônus |                                             |         |  |
| N.º          | Título                                      | Duração |  |
| 1.           | "A Different Kind Of Light" (ao vivo)       |         |  |
| 2.           | "How Can You Love" (4 - Faixa demo)         |         |  |
| 3.           | "It's So Sad" (ao vivo)                     |         |  |
| 4.           | "Falling Down A Hole" (ao vivo)             |         |  |
| 5.           | "Ping Pong Over The Abyss" (4 - Faixa demo) |         |  |
| 6.           | "Denomination Blues" (ao vivo)              |         |  |

- Faixas bônus são originalmente encontrados no CD do box set 123.